# Церква Святої Тройці (Кременець)
Церква Святої Тройці в Кременці — парафія і храм 2-го Кременецького благочиння Тернопільської єпархії Православної церкви України в місті Кременець  Кременецького району Тернопільської области.

## Історія церкви
У Кременці, на давньому кладовищі Калантир, діє храм Святої Тройці, збудований у 1896–1897 роках.
Назва «Калантир» пов'язана з епідемією чуми у XVI–XVII століттях. Кладовища для померлих називали «Карантином», звідки й пішла назва «Калантир». У 1896 році за кошти командира Митрофана Барщева був збудований храм. Через рік навпроти нього спорудили дзвіницю у формі башти. Згодом храм перейменували на честь Усікновення голови святого Іоана Хрестителя. У 1928 році цвинтар розділили на дві частини: північна відійшла військовим, а південна з храмом, дзвіницею та сторожкою — світським особам. У воєнні та повоєнні часи кладовище заросло, а храм зруйнувався.
Після здобуття Україною незалежності, з ініціативи депутата Володимира Чуби, на місці поховань жертв НКВС насипали могилу, встановили хрест і меморіальну дошку. Тоді ж розпочалася відбудова храму, що фінансувалася за кошти мешканців, місцевих підприємств та військової частини.
У 1993 році храм освятили на честь Святої Тройці.

## Парохи
- о. Іван Мельничук (з 1993).